# Tolpia kampungi
Tolpia kampungi là một loài bướm đêm thuộc họ Erebidae. Nó được tìm thấy ở Malaysia (Pahang).
Sải cánh dài 14–16 mm. Cánh dưới ngắn và nâu đậm. Phía dưới nâu đồng nhất.